# Alexander Søderlund
Alexander Toft Søderlund (ur. 3 sierpnia 1987 w Haugesund) – norweski piłkarz występujący na pozycji napastnika. Zawodnik klubu Rosenborgu.

## Kariera klubowa
Søderlund karierę rozpoczynał w 2007 roku w trzecioligowym zespole SK Vard Haugesund. Spędził tam sezon 2007, a na początku 2008 roku odszedł do włoskiego Treviso, grającego w Serie B. Do końca sezonu 2007/2008 nie zagrał tam jednak w żadnym meczu. W połowie 2008 roku przeniósł się do belgijskiego drugoligowca, Unionu Royale Namur. Grał tam przez rok.
W 2009 roku Søderlund został graczem islandzkiego klubu Hafnarfjarðar. W tym samym roku zdobył z nim mistrzostwo Islandii, Puchar Ligi Islandzkiej oraz Superpuchar Islandii. Na początku 2010 roku odszedł do włoskiego Calcio Lecco 1912 z Serie C1. W jego barwach zagrał siedem razy.
W połowie 2010 roku Søderlund wrócił do SK Vard Haugesund, nadal grającego w trzeciej lidze. W 2011 roku podpisał kontrakt z zespołem FK Haugesund z Tippeligaen. W lidze tej zadebiutował 20 marca 2011 roku w przegranym 0:2 pojedynku z Tromsø IL. 8 maja 2011 roku w przegranym 3:4 spotkaniu ze Stabæk IF strzelił pierwszego gola w Tippeligaen.
W 2013 roku przeszedł do Rosenborga, a w 2016 do AS Saint-Étienne. W 2018 wrócił do Rosenborga.

## Kariera reprezentacyjna
W reprezentacji Norwegii Søderlund zadebiutował 18 stycznia 2012 roku w wygranym 1:0 meczu Pucharu Króla Tajlandii z Tajlandią.